# Li Österberg
Li Österberg (née le 14 février 1978 à Uppsala) est une auteure de bande dessinée suédoise. 
En 2018, elle a reçu en 2018 un prix Urhunden, la principale distinction suédoise de bande dessinée, pour son album Athena : Pappas flicka.

## Distinction
- 2018  : Prix Urhunden du meilleur album suédois pour Athena : Pappas flicka